# Diversidade de união
A diversidade juncional é o processo imunológico que envolve a introdução de variações na sequência de ADN devido à junção ou união incorreta de segmentos de gene durante a recombinação V(D)J. Este processo de recombinação V(D)J tem funções vitais para o sistema imunitário dos vertebrados, uma vez que permite a geração de um vasto repertório de diferentes moléculas de receptores de células T (TCR) e imunoglobulina (Ig, anticorpos) que são necessárias para o reconhecimento de antigénios de patógenos por células T e células B, respetivamente.

## Processo
A diversidade de junção inclui o processo de recombinação somática ou recombinação V(D)J, durante o qual diferentes segmentos de genes variáveis (aqueles envolvidos no reconhecimento de antigénios) de TCRs e imunoglobulinas são rearranjados e os segmentos não utilizados são removidos. Isto resulta em quebras de fita dupla entre os segmentos necessários. Estas extremidades formam laços num gancho de cabelo e devem ser unidas novamente para formar uma fita única. Este splicing é um processo muito impreciso que resulta em adições ou subtrações variáveis de nucleótidos e isso gera a diversidade de junção.
A geração da diversidade juncional inicia-se quando as proteínas RAG1 e RAG2, juntamente com as proteínas de reparação do ADN, como a Artemis, Realizam a clivagem em grampo de cadeia simples e a adição de uma série de nucleótidos palíndrómicos (nucleótidos P). De seguida, a enzima desoxinucleotidil transferase terminal (TdT) adiciona aleatoriamente mais nucleótidos não-molde (nucleótidos N, não-molde). As fitas recém-sintetizadas enrolam-se umas nas outras ("anelamento"), mas é comum haver erros de complementaridade. As exonucleases removem os nucleótidos que não estão corretamente emparelhados, e as lacunas são preenchidas pela síntese de ADN e pela maquinaria de reparação. As exonucleases poden tamén causar o acurtamento desta unión; porén, este proceso aínda se coñece pouco.
A diversidade de união pode levar a mutações de mudança de frame e, portanto, à produção de proteínas não funcionais.